# Srpak
Srpak (srpica; lat. Falcaria), monotipski biljni rod iz porodice štitarki smješten u tribus Careae. Jedina je vrsta je F. vulgaris, obični srpak ili obična srpica, raširena po dijelovima Europe i Azije, uključujući i Hrvatsku.
Dvogoišnja biljka. Stabljika je razgranata, visoka do 60 cm. Cvjetovi su mali, bijeli, s pet latica.
- F. vulgaris
- F. vulgaris
- F. vulgaris
- F. vulgaris

## Sinonimi
- Critamus Besser
- Drepanophyllum Wibel
- Prionitis Adans.